# Литературный музей имени Ф. М. Достоевского (Омск)
Литературный музей имени Ф. М. Достоевского (Омский государственный литературный музей имени Ф. М. Достоевского) — единственный подобный музей в Западной Сибири, центр по изучению литературного краеведения, где сосредотачивается вся информация о писателях, связанных с Омским Прииртышьем.

## Исторические сведения
Впервые тема необходимости создания литературного музея в Сибири освещалась уже в конце 1920-х годов в статьях интересующихся литературной жизнью региона талантливых и увлечённых людей, среди которых — профессор Омского сельскохозяйственного института Пётр Драверт, возглавивший образовавшуюся в Омске к концу 30-х гг. сильную литературную группу, куда наряду с известными сибирскими писателями вошли и начинающие талантливые авторы: Леонид Мартынов, Сергей Залыгин, Марк Юдалевич и другие.
Деятельность по созданию музея не прекращалась даже в годы Великой Отечественной войны. Историко-литературный музей Западной Сибири планировалось открыть 1 мая 1945 года в Омске, в доме, ранее принадлежавшем писателю и художнику А. С. Сорокину. Однако здание не было освобождено от жильцов, и открытие не состоялось.
После смерти в 1945 году Петра Драверта его дело по организации литературного музея продолжил директор краеведческого музея А. Ф. Палашенков, добившийся решения райисполкома о передаче дома Сорокина музею. Он организовал работу по сбору материалов будущей экспозиции и лично составил тематико-экспозиционный план музея. И вновь дом не был подготовлен, музей не открылся.
В апреле 1955 года стараниями А. Ф. Палашенкова и З. Ф. Березовской — дочери писателя-омича Ф. А. Березовского — был открыт мемориальный музей этого писателя, ставший первым опытом создания литературного музея в Омске. При музее Ф. А. Березовского для организации музея литераторов-омичей стал действовать Совет.
10 августа 1960 года на официальном уровне было принято решение об открытии с 1 января 1961 года в городе Омске литературного музея писателей-омичей — филиала областного краеведческого музея, но без указания помещения для размещения его экспонатов, что стало препятствием к его открытию.
В период подготовки к 150-летнему юбилею Ф. М. Достоевского в 1970—1971 годах появилась возможность создания в Омске музея писателя, чем и занялась инициативная группа по организации Литературного музея. И только в апреле 1975 года появилось окончательное решение об открытии в 1975 году в Омске филиала областного краеведческого музея с экспозицией, посвящённой Достоевскому и писателям-омичам, с размещением её в доме № 1 по улице Победы (квартиры № 2, 6, 7, 8 бывшего дома комендантов Омской крепости). Ремонт в здании будущего музея, который планировалось завершить в 1976 году, растянулся на последующие годы. В процессе обсуждения тематического плана было предложено назвать будущий музей «Литературный музей имени Ф. М. Достоевского». Полная реконструкция комендантского дома была завершена в 1981 году. С 1980 года над оформлением музейной экспозиции работал художник Эдуард Кулешов (Москва).
В июне 1980 года путём объединения пяти государственных музеев области на базе Омского областного краеведческого музея был создан Омский государственный объединённый исторический и литературный музей (ОГОИЛ музей), в который формально входил и Литературный музей имени Ф. М. Достоевского, фактически тогда ещё не существующий. 27 января 1983 года был издан приказ № 11 по Омскому государственному объединённому историческому и литературному музею о принятии экспозиции. 28 января 1983 года экспозиция Литературного музея имени Ф. М. Достоевского была открыта для массового посещения. 1 января 1992 года Литературный музей вышел из состава Омского государственного объединённого исторического и литературного музея и стал самостоятельным юридическим лицом с новым названием: Государственное учреждение культуры «Омский государственный литературный музей имени Ф. М. Достоевского».

## Здание музея
История
Здание, в котором расположен музей, относится к одним из первых каменных построек в Омске и является одним из старейших его зданий. Построен дом в 1799 году в юго-западной части второй Омской крепости, и в 1799—1864 годах в нём жили коменданты крепости. Последним комендантом крепости, служившим в Омске с 1822 года и вступившим в должность в 1841 году, был А. Ф. де Граве — участник Отечественной войны 1812 года. А. Ф. де Граве принимал деятельное участие в облегчении судьбы отбывавших в Омске наказание петрашевцев: Ф. М. Достоевского и С. Ф. Дурова. В 1852 году он ходатайствовал перед военным министерством об их переводе из каторжных в разряд военно-срочных арестантов с освобождением от кандалов, а когда эта просьба была отклонена, при содействии коменданта петрашевцев назначали на более лёгкие работы, часто помещали в военный госпиталь, где Ф. М. Достоевский мог заниматься литературным трудом. Сам писатель в «Записках из Мёртвого дома» характеризовал коменданта как «человека благородного и рассудительного», которого все «любили и даже уважали». В 1859 году, по дороге из Семипалатинска в Санкт-Петербург, Достоевский посетил А. Ф. де Граве в комендантском доме, где его «принимали как равного».
После упразднения в октябре 1864 года Омской крепости и комендантского правления в бывшем доме комендантов были размещены офицерские квартиры. В советское время, помимо квартир, в здании находилось Омское областное отделение Всероссийского общества охраны памятников истории и культуры. В 1971 году на фасаде здания был установлен барельеф Ф. М. Достоевского с текстом: «В этом доме бывал великий русский писатель Фёдор Михайлович Достоевский». В это же время известным краеведом А. Ф. Палашенковым впервые было озвучено предложение использовать историческое здание Омска под музей, поддержанное затем группой видных омских учёных и деятелей культуры. Спустя более десяти лет, после реконструкции дома в 1982 году, старейшее здание стало музеем.
Современное состояние
Дом комендантов, который на плане 1801 года имел П-образную форму, со временем утратил свой первоначальный облик: потеряно одно крыло дома и изменена внутренняя планировка здания. Архитектурно-художественный облик одноэтажного здания определяют небольшие пилястры, разделяющие фасад на три части, центральная из которых выделяется высоким фронтоном. Окна имеют простое прямоугольное обрамление и завершены сандриками. По всему периметру здание окаймлено ступенчатым карнизом. В 2019 году в рамках подготовки к 200-летию Ф. М. Достоевского завершены ремонтно-реставрационные работы, начатые в 2016 году.

## Экспозиция музея

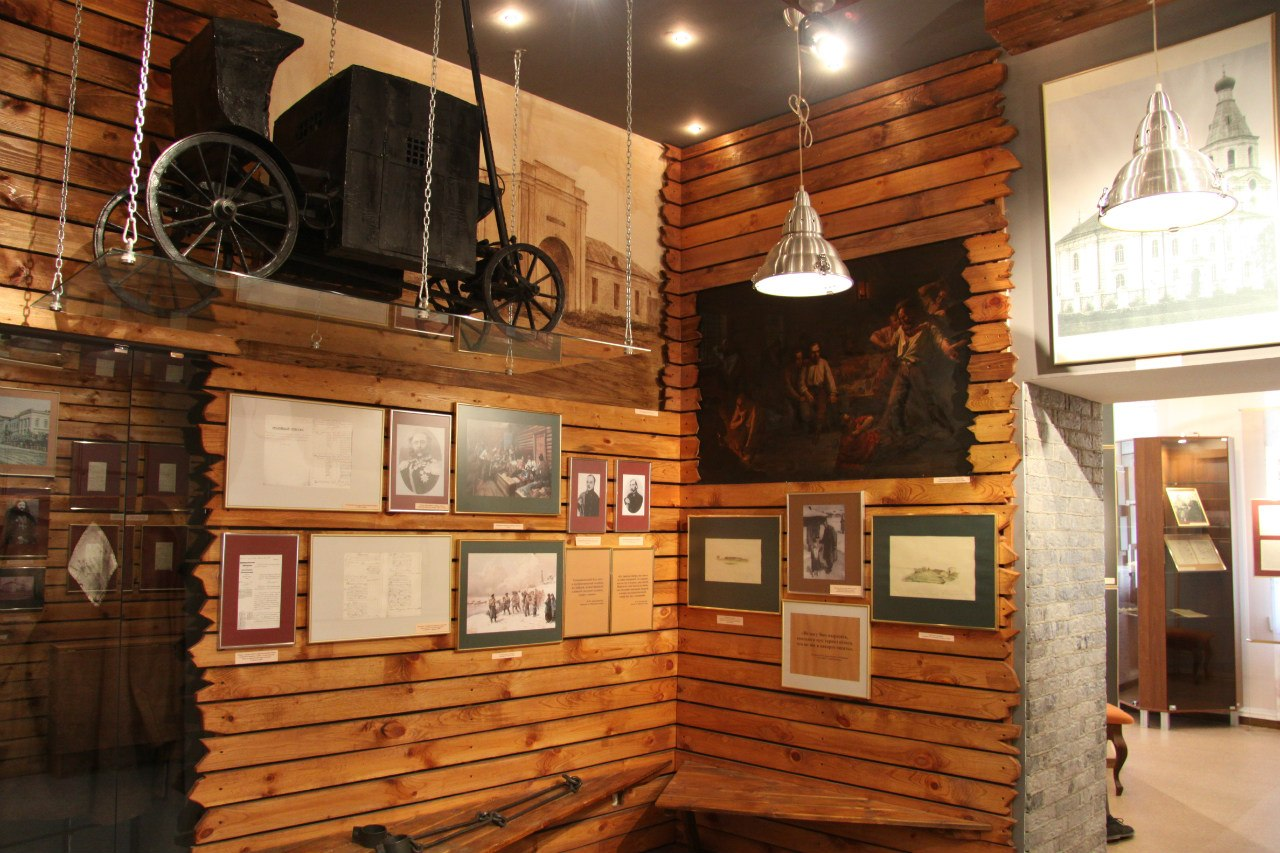
Фрагмент экспозиции Литературного музея

Экспозиция музея размещается в девяти залах и состоит из двух разделов: «Ф. М. Достоевский и Сибирь» и «Писатели-омичи».
Первый раздел посвящён жизни и творчеству Ф. М. Достоевского, и — прежде всего — омскому периоду (1850—1854). Каторжные годы в жизни Достоевского представлены в отдельном зале музея, где воссоздана атмосфера арестантской казармы. Среди подлинных экспонатов — прижизненные издания романовДостоевского, траурный листок, изданный в день смерти писателя, стол и диван из литературного салона в доме Е. А. Штакеншнейдер (Санкт-Петербург), где бывал Достоевский.
К 200-летию со дня рождения Ф. М. Достоевского, которое отмечается в 2021 году, планируется обновление постоянной экспозиции музея, в частности, пополнение коллекции прижизненных изданий Достоевского, замысел большинства из которых возник в Омске.
Второй раздел об истории развития литературного процесса в омском регионе с конца XVII века до 1990-х годов представляет подлинные рукописи, книги, фотографии, документы, личные вещи, принадлежавшие омским писателям. Значительное место в собрании занимают личные архивы писателей, литературоведов, журналистов, чья жизнь и литературная деятельность связаны с Омском, в том числе: П. П. Ершова, Ф. М. Достоевского, Антона Сорокина, Г. А. Вяткина, Всеволода Иванова, Л. Н. Мартынова, П. Н. Васильева, С. П. Залыгина, Р. И. Рождественского, Т. М. Белозёрова и многих других.

## Деятельность музея
В музее проводятся научные конференции, фестивали, литературные конкурсы, встречи с писателями и презентации книг, литературные вечера и гостиные, выставки.
В 2019 году, в год 55-летнего юбилея Егора Летова, в музее впервые прошла посвящённая ему выставка «Всё идет по плану», организовать которую удалось благодаря родным, друзьям и поклонникам творчества Летова. В экспозицию вошли артефакты времени и среды, в которой жил и творил Егор Летов: его личные вещи и фотографии, эксклюзивные записи, издания с произведениями музыканта и группы «Гражданская оборона».

## Награды
- Благодарность Президента Российской Федерации (21 апреля 2022 года) — за вклад в подготовку и проведение мероприятий, посвящённых 200-летию со дня рождения Ф.М.Достоевского[7].